# Ирколь
Ирколь (каз. Иіркөл) — село в Кызылординской области Казахстана. Находится в подчинении городской администрации Кызылорды. Входит в состав Тасбугетской поселковой администрации. Код КАТО — 431047200.

## Население
В 1999 году население села составляло 268 человек (137 мужчин и 131 женщина). По данным переписи 2009 года, в селе проживало 112 человек (57 мужчин и 55 женщин).